# Fysing
Fysing (dansk) eller Füsing (tysk) er en landsby beliggende ved Fysing Å og dens udmunding i Slien i det sydlige Angel øst for Slesvig by. Administrativt hører landsbyen siden kommunalreformen i 1974 under Skålby (Schaalby) i Slesvig-Flensborg kreds i den nordtyske delstat Slesvig-Holsten. I kirkelig henseende hører Fysing under Kalleby Sogn. Sognet lå i Strukstrup Herred og delvis i det 1702 oprettede Fysing Herred (Gottorp Amt), da området tilhørte Danmark. 
Fysing er første gang nævnt 1462. Stednavnet henføres til oldnordisk fūss for ivrig og villig eller til fuse, som egentlig bruges om vand, der farer hastig frem eller ud af noget. Stedet var tidligere måske en eng med stærkt kildevand eller hvorhenover vandet løb hastigt.
Den sydslesvigske by menes at være beboet allerede i vikingetiden. I sommeren 2010 påbegyndte arkæologer fra Aarhus Universitet en omfattende udgravning af Fysing Vikingeby på en mark ved Vindingmade/Winningmay et par km vest for selve Fysing.
- Fredet hus i Fysing
- Allé ved Vindingmade

## Eksterne henvisniner
- Wikimedia Commons har flere filer relateret til Fysing